# Raoul Nathan
Raoul Nathan é um personagem da Comédia Humana de Honoré de Balzac. Filho de um antiquário judeu arruinado e de uma mãe cristã, ele esconde cuidadosamente suas origens quando chega à celebridade como jornalista, dramaturgo e romancista. Aparece pela primeira vez em 1833 em Une fille d'Eve; é, então, um dos personagens literários mais importantes de Paris. Sua carreira começa em 1821, quando o livreiro Dauriat publica seu primeiro romance, de que Lucien de Rubempré faz, primeiramente, um elogio. Depois, aconselhado por Émile Blondet, Lucien ataca virulentamente o mesmo livro pouco depois de forçar Dauriat a publicar seu próprio manuscrito, Les Marguerites (As Margaridas). Raoul Nathan, depois de tentar seduzir Marie-Angélique de Vandenesse, de quem tira dinheiro, se casa com uma mulher mundana: Florine.
Ele aparece também em:
- Splendeurs et misères des courtisanes
- Béatrix
- La Rabouilleuse
- La Peau de chagrin
- Modeste Mignon
- La Muse du département
- Les Employés ou la Femme supérieure
- Les Secrets de la princesse de Cadignan
- Mémoires de deux jeunes mariées